# Grafikkabinett Straßburg

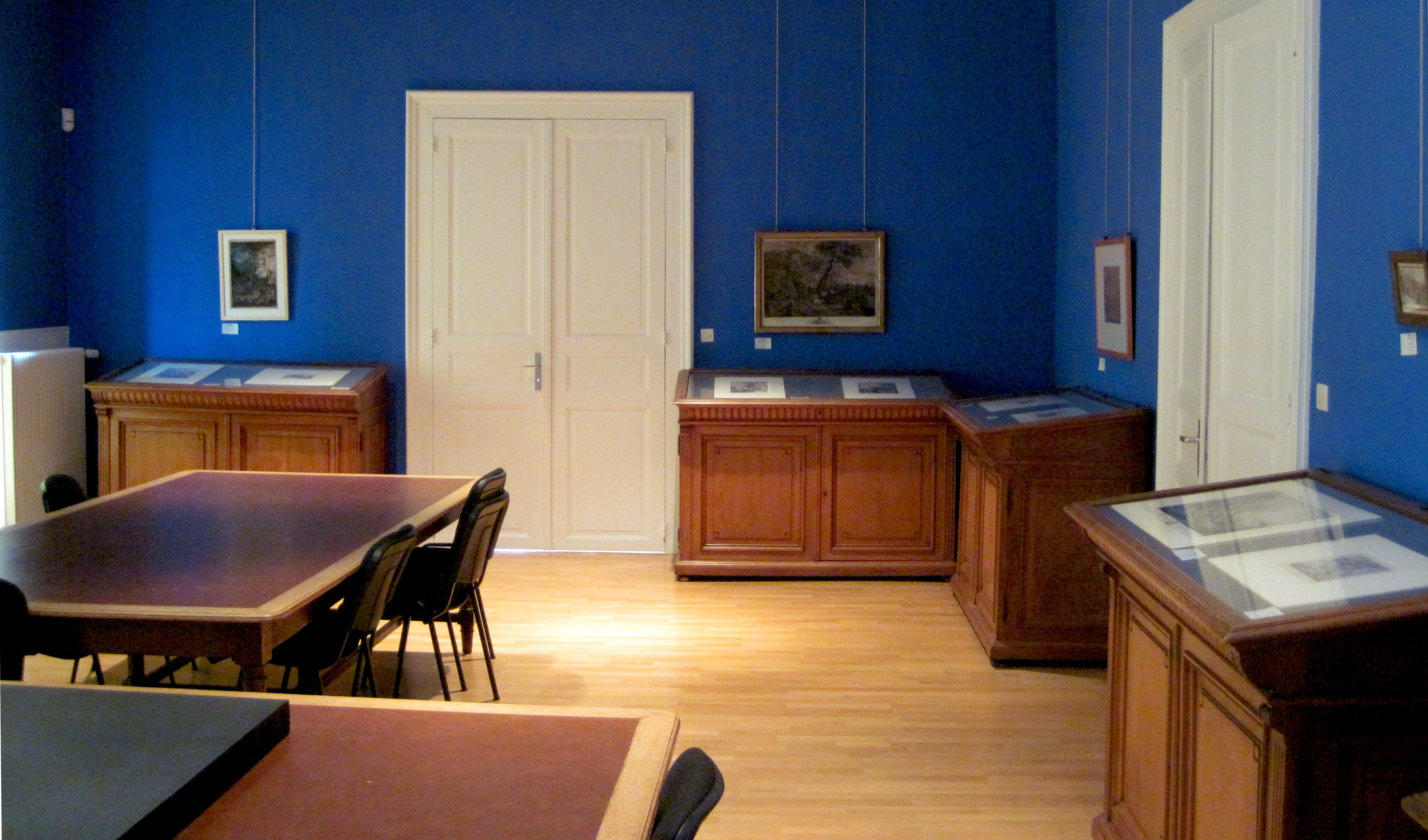
Straßburg, Das Grafikkabinett, Cabinet des Estampes et des Dessins

Das Grafikkabinett (franz. Cabinet des estampes et dessins) ist die graphische Sammlung der Stadt Straßburg im Elsass. Sie umfasst Zeichnungen, Holzschnitte, Kupferstiche und Lithographien aus der Zeit um 1400 bis 1870.
Das Museum wurde 1890 gleichzeitig mit den weiteren neuen Kunstmuseen der Stadt (deren Vorgänger im Deutsch-Französischen Krieg 1870 vernichtet worden waren) von Wilhelm Bode gegründet und erhielt bereits 1898 eigene Räumlichkeiten im Palais Rohan. 1984 bezog die Sammlung ihr gegenwärtiges Quartier in unmittelbarer Nachbarschaft zum Musée de l’Œuvre Notre-Dame.
Eine ähnliche Thematik wie in der graphischen Sammlung, aber mit einem konzentrierteren Schwerpunkt, wird in derselben Stadt vom Musée Tomi Ungerer. Centre international de l’illustration vertreten (Werke von Tomi Ungerer, Saul Steinberg, Ronald Searle…). Bei ihrer Gründung 1992 war diese Sammlung kurzzeitig der graphischen Sammlung unterstellt worden. Moderne und zeitgenössische Grafikwerke werden seit 1995 im Musée d’art moderne et contemporain ausgestellt.
Der Bestand der Straßburger Sammlung wurde zum 31. Dezember 2015 auf 200.291 Grafiken geschätzt, dazu kam im Jahr 2019 eine außergewöhnliche Schenkung von 33 Zeichnungen und 5 Kupferstichen alter Meister.